# Louise Archambault

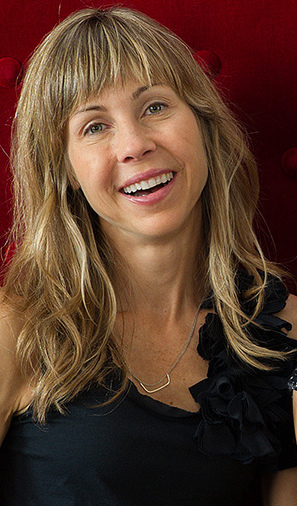
Louise Archambault (2013)

Louise Archambault (ur. 1 stycznia 1970 w Montrealu) – kanadyjska reżyserka i scenarzystka filmowa.

## Życiorys i twórczość
Jej pierwszy pełnometrażowy film, Familia (2005), zdobył wiele nagród, w tym nagrodę za najlepszy kanadyjski film pełnometrażowy na MFF w Toronto oraz nagrodę Genie za debiut.
Jej drugim pełnometrażowym filmem była Gabrielle (2013). Na MFF w Locarno zdobył Nagrodę Publiczności. W 2014 roku ten film Louise Archambault reprezentował Kanadę na Oscarach i Złotych Globach.
W 2023 wyreżyserowała m.in. anglojęzyczny film Przysięga Ireny, opowiadający historię młodej polskiej kobiety Ireny Gut-Opdyke, która uratowała kilkunastu Żydów podczas II wojny światowej i Holocaustu. Scenariusz oparty został na sztuce Irena's Vow Dana Gordona.
Tworzyła również seriale telewizyjne: „La Galère”, „Nouvelle Adresse”, „This Life” dla CBC.
Została uhonorowana tytułem Osobowości Roku w dziedzinie sztuki i rozrywki przez La Presse/Ici Radio-Canada.

## Wybrana filmografia
- 2023: Przysięga Ireny (Irena's Vow)
- 2022: Be Mine, Valentine
- 2022: Diabelskie nasienie powraca
- 2019: And the Birds Rained Down
- 2019: Thanks for Everything
- 2013: Gabrielle
- 2005: Familia[1][2]

## Seriale TV
- 2017: Trop
- 2015: This Life
- 2014: Nouvelle Adresse
- 2007: La Galère[1][2]

## Nagrody
W 2019 zdobyła na MFF w San Sebastián "Nagrodę Specjalną - Nagroda Solidarności - Stowarzyszenia Guipuzcoan Blood-donors za  Il pleuvait des oiseaux (2019). Nagrodę Genie Awards za film Familia. W 2023 na MFF w Vancouver zdobyła Nagrodę Publiczności (Winner Audience Award) za film Przysięga Ireny.